# Constance Stuartová Larrabee
Constance Stuartová Larrabee (nepřechýleně Constance Stuart Larrabee; 7. srpna 1914 – 27. července 2000) byla anglická fotografka nejznámější svými snímky Jihoafrické republiky a fotožurnalistikou o Evropě během druhé světové války. Byla první válečnou korespondentkou v Jihoafrické republice.

## Životopis
Constance Stuartová se narodila 7. srpna 1914 v Cornwallu v Anglii a s rodiči se přestěhovala do Kapského Města v Jihoafrické republice, když jí byly tři měsíce. Žila v cínovém dole v severním Transvaalu, kde byl její otec důlním inženýrem.
Její rodina se v roce 1920 přestěhovala do Pretorie, kde strávila většinu svého dětství. Její zájem o fotografii začal v roce 1924, kdy dostala k 10. narozeninám Kodak Box Brownie. V roce 1930 vystavila osm fotografií pořízených svým prvním fotoaparátem během Boys and Girls Achievement Week na Pretoria Agricultural Society Show a získala první místo ve fotografii.
Stuartová se vrátila do Anglie v roce 1933 studovat na Regent Street Polytechnic School of Photography v Londýně. Během svého působení tam byla učnicí ve dvou profesionálních portrétních studiích pod vedením Yevonde Middletonové, fotografky se sídlem na Berkley Square, a Yvonne, profesionální divadelní fotografky se sídlem v londýnské čtvrti Soho. Stuartová se v roce 1935 přestěhovala do Mnichova, aby pokračovala ve studiu na Bavorském státním institutu pro fotografii. Během svého vzdělávání v Mnichově se seznámila s fotoaparátem Rolleiflex, který používala po celou svou kariéru. Opustila také svůj romantický obrazový styl ve prospěch přímého, nemanipulovaného přístupu k černobílé fotografii.

## Kariéra
Po návratu do Jihoafrické republiky v roce 1936 založila Constance Stuart Portrait Studio v Pretorii. Stala se uznávanou portrétistkou a fotografovala mnoho předních státníků, generálů, umělců, spisovatelů, společenských a divadelních osobností té doby. V roce 1946 otevřela druhý ateliér v Johannesburgu.
Mezi lety 1937 a 1949 Stuartová rozvinula svůj celoživotní zájem o zaznamenávání a vystavování mizejících etnických kultur Jihoafrické republiky: národy jako například Ndebele, Křováci, Lobedu, Zulové, Swazi, Sotho a Transkei. Některé z fotografií pořídila během návštěvy britské královské rodiny v Jihoafrické republice v roce 1947. Stuartová byl oficiálním fotografkou královského turné a při cestách po Basutolandu (Lesotho), Svazijsku a Bechuanalandu ( Botswana ), což byly v té době tři britské protektoráty v Jihoafrické republice. Fotografovala domorodé lidi oblečené pro tuto příležitost do svých slavnostních krojů. Vystavovala tyto fotografie a mnohé podobné v Preotrii, Johannesburgu a Kapském Městě, což vedlo k jejímu jmenování první válečnou korespondentkou Jihoafrické republiky pro časopis Libertas. V letech 1945 až 1955 sloužila v Egyptě, Itálii, Francii a Anglii, připojená k americké 7. armádě a jihoafrické 6. divizi v italských Apeninách. Přestože byla najata pouze k fotografování jihoafrických vojáků v armádě, Stuartová šla daleko nad rámec svého úkolu. Fotografovala americké, francouzské, britské a kanadské vojáky i své jihoafrické krajany. Fotografovala také civilisty, které vojáci potkali na cestě do Německa, a fotografovala zdevastované vesnice a města, která jim stála v cestě. Jako válečná korespondentka byla Stuartová často několik dní zadržována před frontou, a protože byla ubytována odděleně od svých mužských spolupracovníků, zařízení, které měla k dispozici, bylo často nepříjemné. Všechny obtíže brala s nadhledem, přijala je jako součást války a rychle si získala respekt lidí kolem sebe. Jeden spolupracovník napsal: 'Constance Stuartová... dělala skvělé výtavrné umění z válečné fronty. Viděla víc války než kterákoli jiná žena, kterou jsem potkal.“
Ačkoli jí nebylo dovoleno vést si na frontě deník, zkompilovala své fotografické poznámky a dopisy do memoárů s názvem Jeep Trek publikovaných v roce 1946.
Když se v roce 1945 vrátila do Jihoafrické republiky, cestovala po celé zemi a vystavovala mnoho z těchto fotografií, stejně jako její vyobrazení domorodců z jihoafrických kmenů. V roce 1948 se v Jihoafrické republice dostala k moci Národní strana a zavedla politiku přísné rasové segregace. Následující rok Stuartová odešla z Jihoafrické republiky do Ameriky.

## Pozdější roky
Zatímco Stuartová žila v New Yorku, znovu se stýkala se starým přítelem Sterlingem Larrabeem, kterého potkala během války, když byl americkým vojenským přidělencem v Jihoafrické republice. Ona a Larrabee se vzali v roce 1949 a přestěhovali se do Chestertownu v Marylandu, kde strávila většinu času chovem oceňovaných norwichských teriérů. Pár také trávil čas na ostrově Tanger, jehož lidi a místa začala Larrabee fotografovat v roce 1951.
Zatímco bydlela v Chestertownu, založila dlouhý vztah s Washington College. Podporovala jeho umělecké programy, byla předsedkyní Washington College Friends of the Arts v letech 1983–1984 a pomáhala založit Constance Stuart Larrabee Arts Center.
Její manžel zemřel v roce 1975. Constance Stuartová Larrabee zemřela 27. července 2000 ve svém domě v Chestertownu ve věku 85 let.

## Vybrané výstavy
- 1944 – Malajská čtvrť. Zahájil Noël Coward v Pretorii.
- 1945 – Pocta: Jihoafrická 6. divize a 7. armáda Spojených států. Výstava cestovala po celé Jižní Africe.
- 1953 – Domorodé ženy z Jihoafrické republiky. Americké přírodovědné muzeum v New Yorku.
- 1955 – Skupinová výstava: její fotografii mladé africké dívky, která si maluje obličej, zařadil Edward Steichen na výstavu Lidská rodina. Muzeum moderního umění v New Yorku.
- 1979 – Fotografie Constance Stuartová Larrabee, Retrospektiva. Jihoafrická národní galerie, Kapské Město
- 1982 – Oslava na Chesapeake. Washington College v Chestertown, Maryland.
- 1984 – Kmenové fotografie. Corcoran Gallery of Art ve Washingtonu, DC a Santa Fe Center for Photography v Novém Mexiku.
- 1985 – Skupinová výstava: Nesmazatelný obraz: Fotografie války 1846 až po současnost. Corcoran Gallery of Art, Washington DC. Cestoval do Gray Art Gallery, New York University, New York a The Rice Museum, Houston, Texas.
- 1986 – Skupinová výstava: Bon Voyage. Cooper-Hewittovo muzeum Smithsonian Institution, New York.
- 1988 – africký profil. Bayly Art Museum of Virginia University.
- 1989 – Constance Stuart Larrabee: WWII Photo Journal. Národní muzeum žen v umění ve Washingtonu, DC.
- 1993 – Úvahy v Chesapeake Bay. Námořní muzeum Chesapeake Bay v St. Michaels, Maryland.
- 1993 – Witness to a World at War. Defence Intelligence Agency, letecká základna Bolling ve Washingtonu, DC.
- 1993 – Skupinová výstava: Skvělé ženy ve fotografii. Galerie Kathleen Ewing ve Washingtonu, DC.